# 吉隆水库
吉隆水库是中国广西壮族自治区钦州市钦北区境内的一座水库，位于钦江支流贤贺江上，建于1958年。水库正常库容为1205万立方米，集雨面积为13平方千米，海拔为38米。